# Джон Даніель Краус
Джон Даніель Краус (англ. John Daniel Kraus, 28 червня 1910 — 18 липня 2004) — американський фізик та електричний інженер, відомий своїм внеском у електромагнетизм, радіоастрономію та теорію антен. Його винаходи включали спіральну антену, кутову рефлекторну антену та кілька інших типів антен. 1950 року Краус видав класичний підручник «Антени». Він розробив радіотелескоп «Велике вухо» в Університеті штату Огайо, який використовувався для проведення Огайського огляду неба.

## Біографія

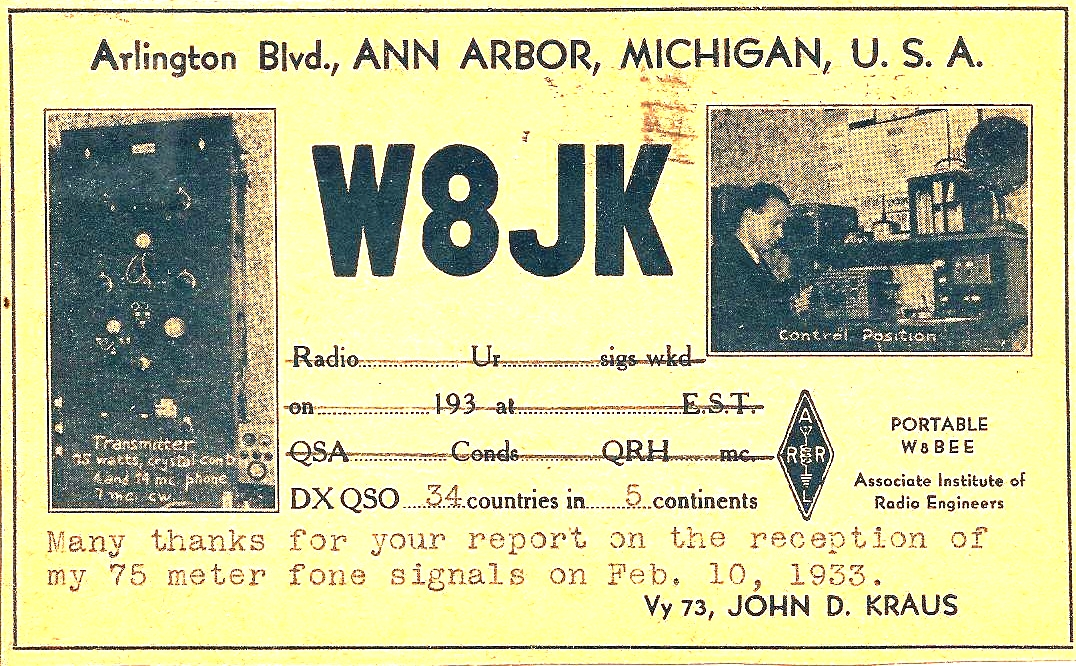
QSL-картка Джона Крауса, надіслана радіоаматору-короткохвильовику, 1933 рік

Краус народився в 1910 році в Енн-Арбор, штат Мічиган. Його батьком був науковець Едвард Генрі Краус.
Захистив дисертацію доктора філософії з фізики в Університеті Мічигану в 1933 році. На додаток до своїх професійних досягнень, він був радіоаматором (ліцензія W8JK), і зробив значний внесок у вдосконалення техніки аматорського радіо.
Здобувши ступінь доктора філософії, Краус був членом дослідницької групи з ядерної фізики Мічиганського університету, допомагаючи розробити та побудувати новий 100-тонний циклотрон, найпотужніший у світі на той час прискорювач частинок. Перед Другою світовою війною Краус розробив антени, включаючи кутовий рефлектор і решітку W8JK. Під час Другої світової війни він працював над розмагнічуванням кораблів для ВМС Сполучених Штатів і над засобами протидії радіолокації в Гарвардському університеті.
Після війни Краус приєднався до Університету штату Огайо, згодом став директором радіообсерваторії та почесним професором електротехніки та астрономії Макдугала. Він керував Огайським оглядом неба, який каталогізував понад 19000 радіоджерел, більше половини з яких були раніше невідомі. Пізніше він брав участь в дослідженні SETI, проведеному Бобом Діксоном.
В 1950 році видав книгу «Антени» (англ. Antennas), яка стала стандартним підручником з цієї теми. Перше видання було опубліковане McGraw-Hill і включало, зокрема, детальний опис спіральної антени, винайденої Краусом. Друге видання, було опубліковано в 1988 році. Воно було суттєво оновленим, включало останні розробки, хоча в ньому й бракувало деяких деталей першого видання. Зокрема, друге видання відсилало до математичних розрахунків у першому виданні. У третьому виданні до Крауса приєднався Рональд Маргефка автором та редактором, написавши багато розділів у своїй експертній галузі. Книгу було доповнено новою інформацією про комп'ютерне моделювання та терагерцові хвилі, а її назву змінено на «Антени для всіх застосувань» (англ. Antennas for all Applications).
У 1958 році, перебуваючи в штаті Огайо, Краус використовував сигнал радіостанції WWV, щоб відстежити розпад радянського супутника Спутник-1. Краус знав, що метеор, що потрапляє у верхні шари атмосфери, залишає за собою невелику кількість іонізованого повітря. Це повітря протягом кількох секунд відбиває посланий з Землі радіосигнал назад на Землю. Краус передбачив, що те, що залишки Супутника-1 створюватимуть такий саме ефект, але в більшому масштабі. Його передбачення виявилось правильним: сигнал WWV був помітно посилений протягом понад хвилини. Посилення відбулося з напрямку та в час доби, які узгоджувалися з передбаченнями останніх обертів Супутника-1 навколо Землі. Використовуючи цю інформацію, Краус зміг скласти повну хронологію розпаду Супутника-1. Його дані також привели його до висновку, що супутники не виходять з ладу як одне ціле. Натомість його дані свідчили про те, що космічний апарат розпався на складові частини під час наближення до Землі.

## Відзнаки та нагороди
- Нагорода ВМС США за заслуги в цивільній службі[en], 1946.
- У 1954 році обраний членом Інститут інженерів з електротехніки та електроніки.
- Обраний членом Національної інженерної академії, 1972[11].
- Медаль Джозефа Салліванта Університету штату Огайо, 1970[12].
- Нагорода за видатні досягнення Мічіганського університету, 1981.
- Медаль до століття IEEE[en], 1984.
- Медаль Едісона, 1985[13].
- Медаль Генріха Герца[en], 1990[14].
- Двічі отримував нагороду за видатні досягнення від IEEE Antennas and Propagation Society, 1985 та 2003[15].